# Monasterio de Erdene Zuu
El monasterio de Erdene Zuu o de Erdeni Dzu (en mongol: Эрдэнэ Зуу, nombre tradicional de Buda en Mongolia y que significa, según la interpretación, Cien Tesoros/Joyas o Corona de Joyas) es, probablemente, el más antiguo monasterio budista superviviente de Mongolia. Se encuentra en el aymag (provincia) de Övörhangay, a unos 2 kilómetros del centro de la ciudad de Kharkhorin y en la zona sur de la antigua capital del Imperio mongol, Karakórum.
Es parte del Patrimonio de la Humanidad llamado Paisaje cultural del Valle del Orjón.

## Historia

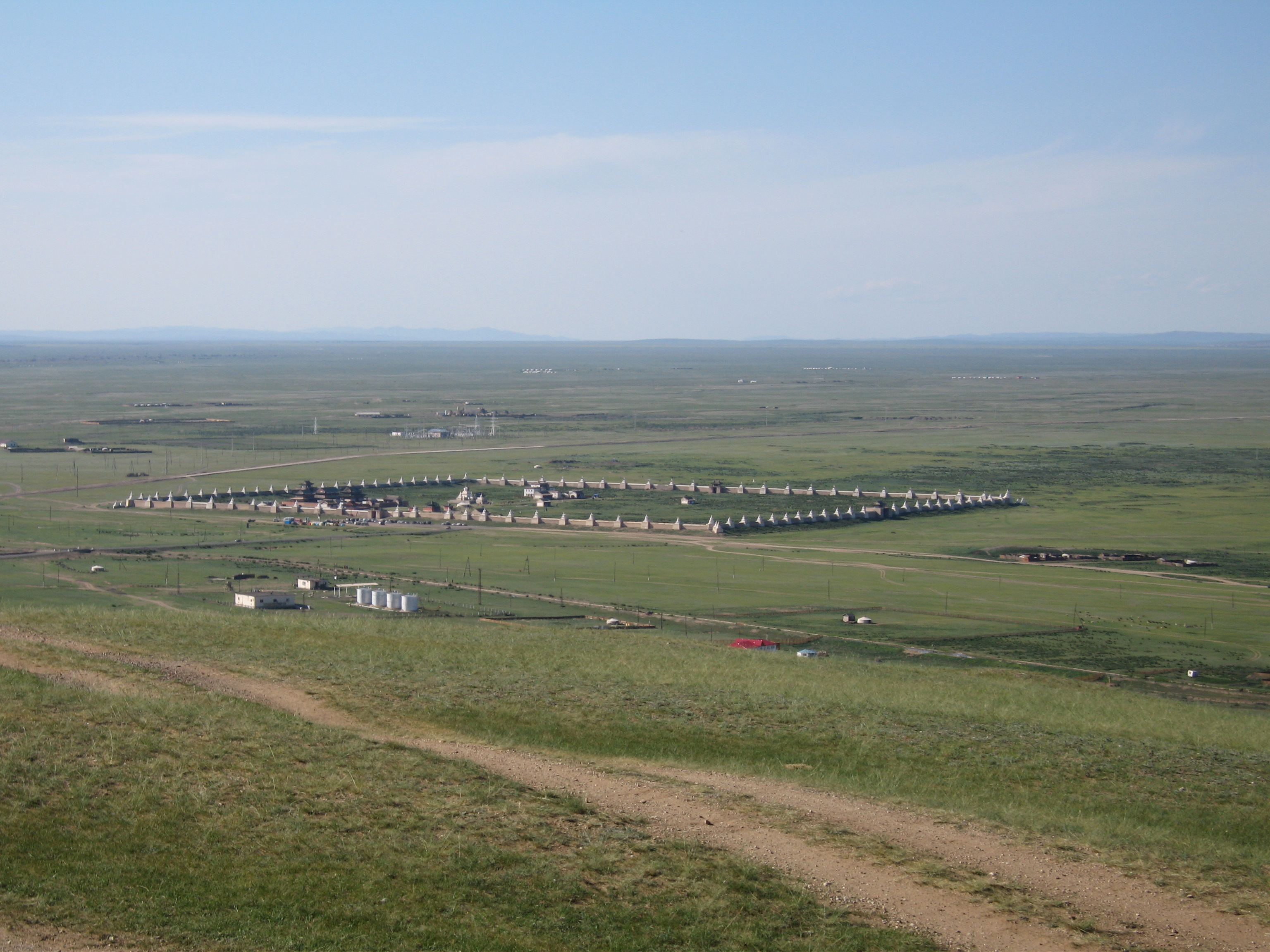
Vista lejana del monasterio de Erdene Zuu

El monasterio de Erdene Zuu comenzó a ser erigido por orden de Abtai Sain Kan en 1585, tras la segunda introducción del budismo tibetano en Mongolia y después de un encuentro en 1580 en el que el Dalái lama de la época le dio instrucciones al respecto, para lo que se usaron en parte bloques de las ruinas de Karakórum en su construcción. La obra se consideró completa casi tres siglos después con el levantamiento de un muro que rodease el monasterio. Los lados de dicho muro miden 400 m de largo y el muro contiene en total 100 estupas a una distancia de unos 15 m unas de otras. Probablemente se proyectó que tuviera hasta un total de 108, número sagrado del budismo y el número de cuentas en un rosario budista, aunque nunca se alcanzó esa cantidad. Los muros de los templos del monasterio estaban pintados y los tejados de estilo chino estaba cubierto de tejas verdes. Ya desde sus primeros tiempos contaba con una gran cantidad de templos, hasta 1000 monjes residentes y acogía unos 300 gers (mongol: гэр, nombre que los mongoles dan a las yurtas), pues los monjes vivían en los situados en el interior del monasterio o alrededor de sus muros.
Sufrió daños durante las invasiones manchúes en la década de 1680 aunque en años anteriores la presión china había llevado a un cierto abandono como ya le ocurrió en el pasado a la antigua capital mongola y base del monasterio, Karakórum, pero se sucedieron varios proyectos de reconstrucción: el primero a cargo de Zanabazar en persona tras su regreso en 1701 que sirvió además para consagrar de nuevo los templos, otro que dio comienzo en torno al año 1760 y terminó en 1796 y uno más, a cargo del arquitecto mongol Manzushir, empezó en 1806 y terminó en 1814. Desde la finalización de esta reforma, a principios del siglo XIX, contenía 62 templos completos que combinaban influencias chinas y tibetanas y estuvo habitado por más de 1000 lamas durante el periodo de mayor esplendor.
En 1939 el líder comunista Horloogiyn Choybalsan ordenó la destrucción del monasterio como parte de una purga que arrasó cientos de monasterios de Mongolia, mató a más de diez mil monjes y envió a muchos otros a Siberia. Solo quedaron cinco templos (entre ellos los tres principales en la actualidad), unos pocos edificios pequeños y el muro exterior con sus estupas; los templos fueron convertidos en museos en 1947. Se suele decir que esta parte del monasterio se salvó de la destrucción por medio de las presiones de Iósif Stalin. Un investigador aseguró que dichas presiones estaban relacionadas con la corta visita de la delegación del vicepresidente estadounidense Henry A. Wallace a Mongolia en 1944. A pesar de este desastre una cantidad sorprendente de estatuas, máscaras tsam y pinturas en pergamino pudieron ser salvadas al ser enterradas en las montañas cercanas o escondidas en las casas de los vecinos del lugar. Aún hoy en día se producen robos y a principios de los 2000 fue necesario colocar alarmas ante la desaparición de diversas estatuas.
Erdene Zuu solo pudo continuar existiendo como museo debido a que el único monasterio con permiso oficial para seguir en activo en Mongolia era el Monasterio de Gandantegchinlen en Ulán Bator, y aún después de la transformación de sus funciones solo llegó a abrirse con esta finalidad en 1965, casi veinte años después. Esto cambió con la caída del comunismo en Mongolia en 1990, cuando el monasterio fue devuelto a los lamas y Erdene Zuu volvió a ser un lugar de culto. Hoy en día sigue siendo un monasterio budista en activo además de ser un museo abierto a los turistas.

## Templos

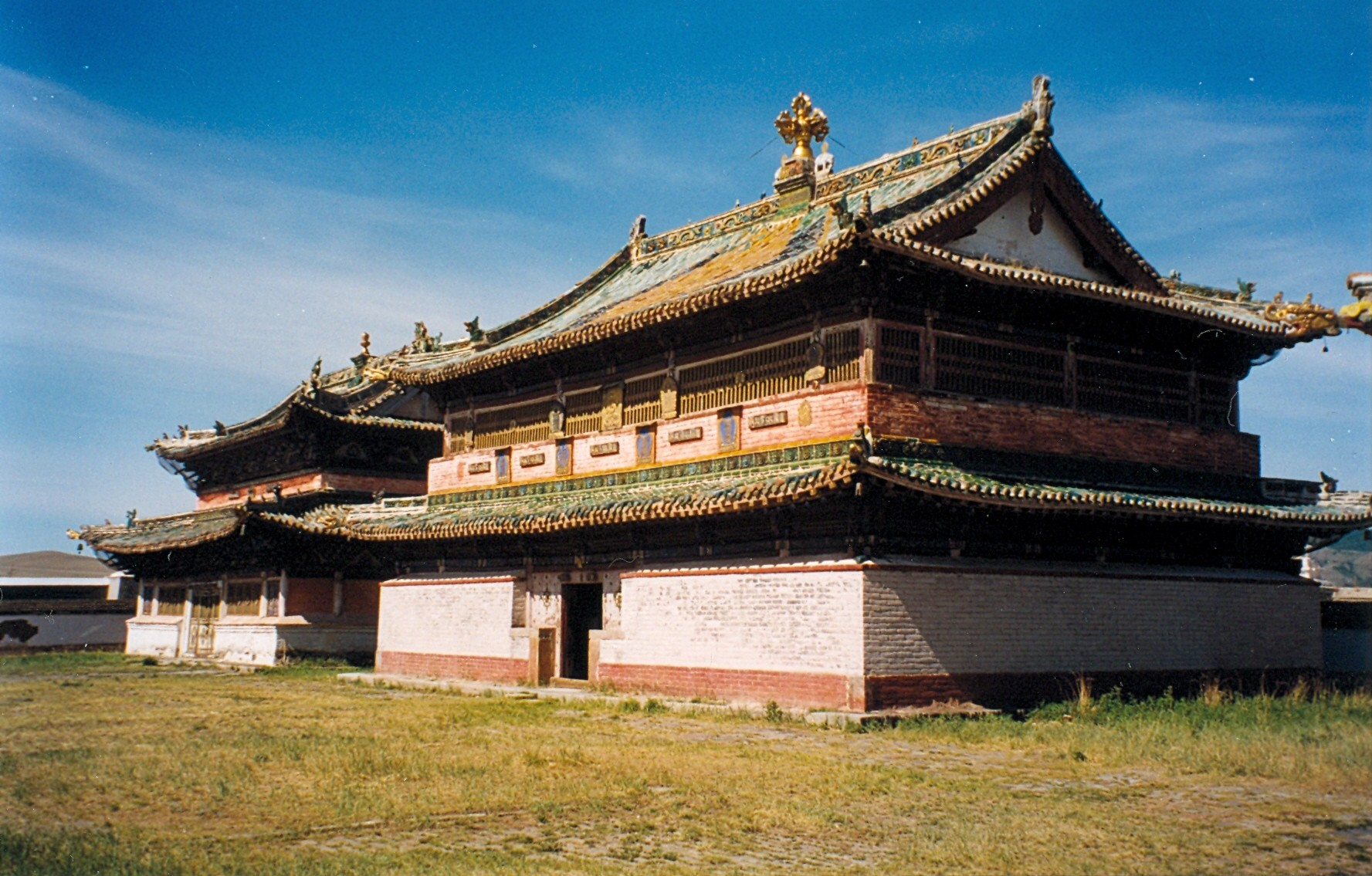
Tejados de influencia china en el Zuu de Buda.

Las primeros templos del complejo, de finales del siglo XVI y principios del XVII, presentaban características arquitectónicas propias de estilos chinos, apreciables en la forma de los tejados de los tres templos principales. Con el paso del tiempo se introdujeron otras influencias como la hindú (presente desde el principio en el diseño de las estupas), la tibetana o incluso un posterior estilo propiamente mongol, en cuyo desarrollo destacó la intervención del mismo Zanabazar, que sentó sus bases. Este estilo empezó usándose en templos móviles basados en los gers y una vez que comenzó a usarse en construcciones fijas destacó por el uso de estructuras angulares y geométricas en las que el techo se sostiene con muros y pilares, es plano y permite, por tanto la utilización del techo para otras funciones. El templo Laviran, el único usado aún para servicios religiosos y que aún funciona como monasterio al albergar a una pequeña comunidad de monjes, es un buen ejemplo de esta evolución.
Los tres grandes templos que sobrevivieron a la purga están dedicados a las tres fases de la vida de Buda: infancia, adolescencia y edad adulta. El templo situado al oeste, construido por Abtai Kan y su hijo, está dedicado a Buda adulto. Dentro, a ambos lados de Sakyamuni (transl. del sánscrito शाक्यमुनि, es el Buda histórico), hay estatuas de Divangar (transl. del mongol ᠳᠢᠸᠠᠩ᠋ᠭᠠᠷ, adaptación del sánscrito Dīpankara; nombre traducido mongol: ᠵᠣᠯᠠ ᠢᠢᠨ ᠵᠥᠬᠢᠶᠠᠭᠴᠢ᠂, Jula-yin Jokiyaγči), el Buda pasado, a la izquierda y de Maidar (transl. del mongol ᠮᠠᠶᠢᠳᠠᠷᠢ᠂, del sánscrito Maitreya, nombre traducido mongol ᠠᠰᠠᠷᠠᠯᠲᠣ, Asaraltu), el Buda futuro, a la derecha. Este último es uno de los bodhisattvas más populares, una deidad que retrasa su propia obtención del nirvana para guiar a otros. De hecho el mismo Zanabazar, tras una de sus visitas al Tíbet, llevó a cabo una serie de ceremonias que incluía una circunvalación del monasterio mientras portaba una imagen de dicho Buda, acto que se convirtió en tradicional en el budismo mongol y que aún se lleva a cabo ocasionalmente en el monasterio. Otros objetos exhibidos incluyen una "rueda de la eternidad" dorada, los naimin takhel u ocho símbolos favorecedores (en este caso paraguas, pez, jarrón, flores, cartas, diagrama de suerte, estandarte de victoria y rueda), figurillas de los siglos siglo XVII y siglo XVIII y adornos tradicionales llamados balin, hechos de pasta de trigo y muy decorados, acompañados de carne de oveja y grasa de ganso.
El templo principal y central recibe el nombre de Zuu de Buda. La entrada está flanqueada por los dioses Tsagaan Mahagal (del sánscrito Sita Mahākāla, Mahakala blanco), a la izquierda, y Baldan Lkham (del tibetano Palden Lhamo, sánscrito: Shri Devi; nombre traducido mongol Ukin tengri) a la derecha. Ambos son dharmapalas, deidades coléricas de aterradora apariencia que son emanaciones de los bodhisattva, representan sus acciones furiosas y cuya función es destruir y eliminar los obstáculos que se presenten ante los seguidores sinceros de las doctrinas, actividad que se ve reflejada en el significado de su título de dharmapala: defensores o protectores del dharma (ley). Dentro y a cada lado del Buda infantil, están Otoch Manal (transl. del mongol Оточ Манла, sánscrito: Bhaiṣajyaguru), buda de la medicina, a la derecha y Amindavaa (transl. del mongol cirílico Аминдаваа, adaptación del sánscrito Amitābha; nombre traducido al mongol: ᠴᠠᠭᠯᠠᠰᠢ ᠦᠭᠡᠢ ᠭᠡᠷᠡᠯᠲᠦ, Tsaglasi ügei gereltu), buda de la luz infinita y la justicia, a la izquierda. El templo contiene también estatuas de Niam y Dabaa, los dioses del sol y la luna respectivamente, unas cuantas máscaras tsam, algunos guardias tallados en postura agresiva de los siglos siglo XVI y siglo XVII y algunas muestras del trabajo del reverenciado escultor budista Zanabazar.
En el templo del este se exhibe una estatua que representa al Buda adolescente. La estatua a su derecha es Tsongkhapa, quien creó la tradición Gelug o "Tradición de los gorros amarillos" del budismo en el Tíbet. La figura a su izquierda es Migjid Janraisig (transl. del mongol ᠦᠵᠡᠭᠴᠢ, del tibetano Jainraisig; sánscrito: Avalokitesvara, traducido al mongol como ᠨᠢᠳᠦ ᠪᠡᠷ, Nidüber üjegci), el bodhisattva de la compasión.

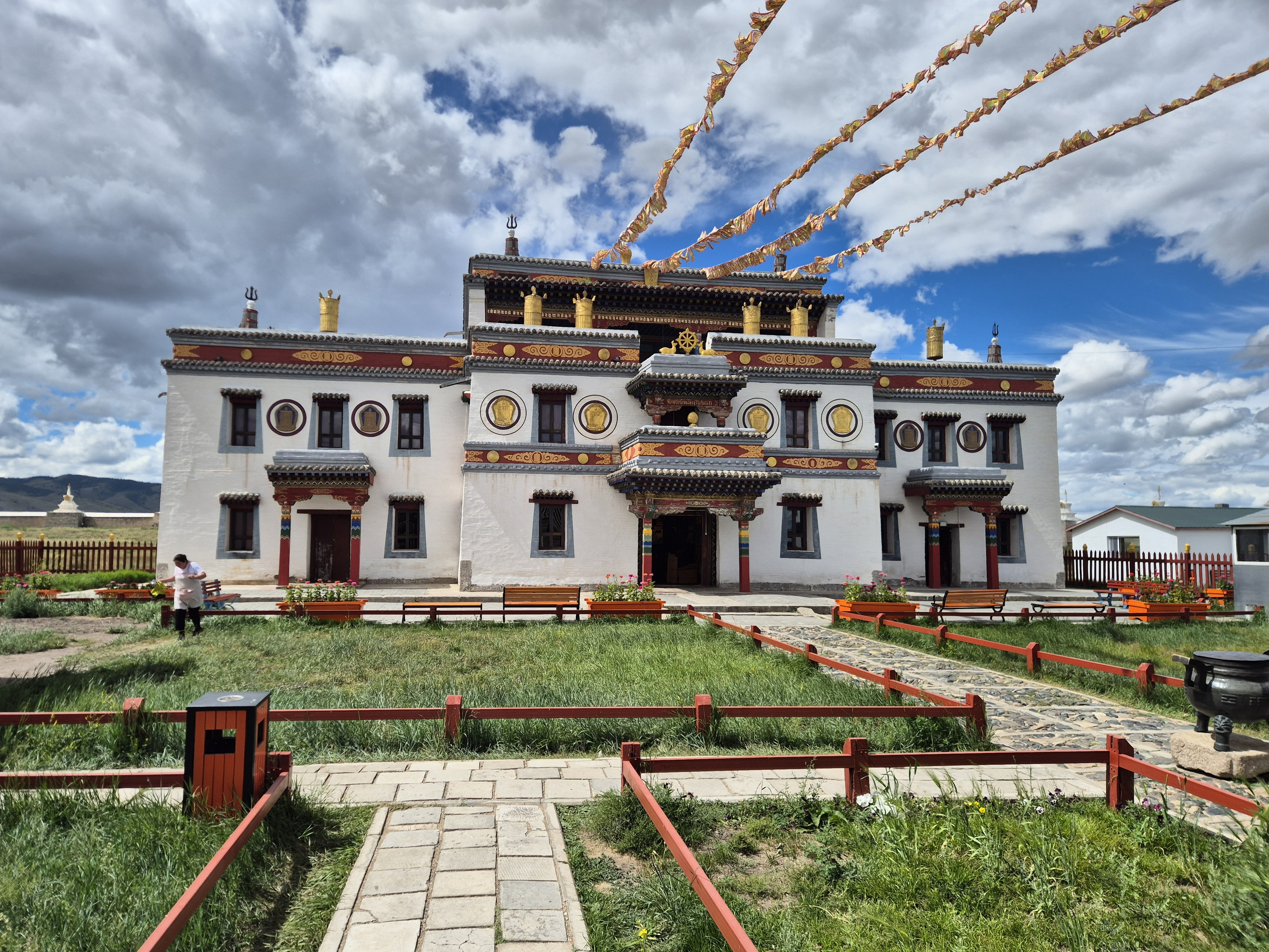
Vista frontal del Templo Laviran

El templete llamado Dalai Lama Sum (sum es uno de los nombres que reciben los templos budistas mongoles además de un tipo de división territorial) fue construido en 1675 para conmemorar la visita del hermano de Zabanazar, Chakhuundorj (Tusheet Kan de la época y parte de los Altan Kan de los Khalka), al Dalái lama en el Tíbet en 1673. El templo es de color rojo, por los ladrillos usados en su construcción, y dorado. La habitación, que consiste en dos pequeñas capillas, está vacía excepto por la estatua de Zanabazar, y seis tankas, tapices pintados o bordados del siglo XVII que representan a Sonam Gyatso, el tercer Dalái lama, quien convirtió a Abtai Kan al budismo, y a varias deidades protectoras.
Cerca ya de la esquina noroeste se alza un gran templo blanco de estilo tibetano, el Lavrin Sum o Labran Sum (Templo Laviran), construido entre 1759 y 1770, donde se llevan a cabo ceremonias cada mañana, aproximadamente a las 11.
La Estupa Dorada, situada en la zona central del monasterio, fue construida en 1799 por el cuarto Bogd Gegeen, líder espiritual del budismo lamaísta mongol, y se encuentra rodeada por ocho estupas menores. La tradición dice que el templo situado su lado, el Khokh Sum, cuyo techo está decorado con un mandala, es el primero construido en Erdene Zuu.

## Otros elementos

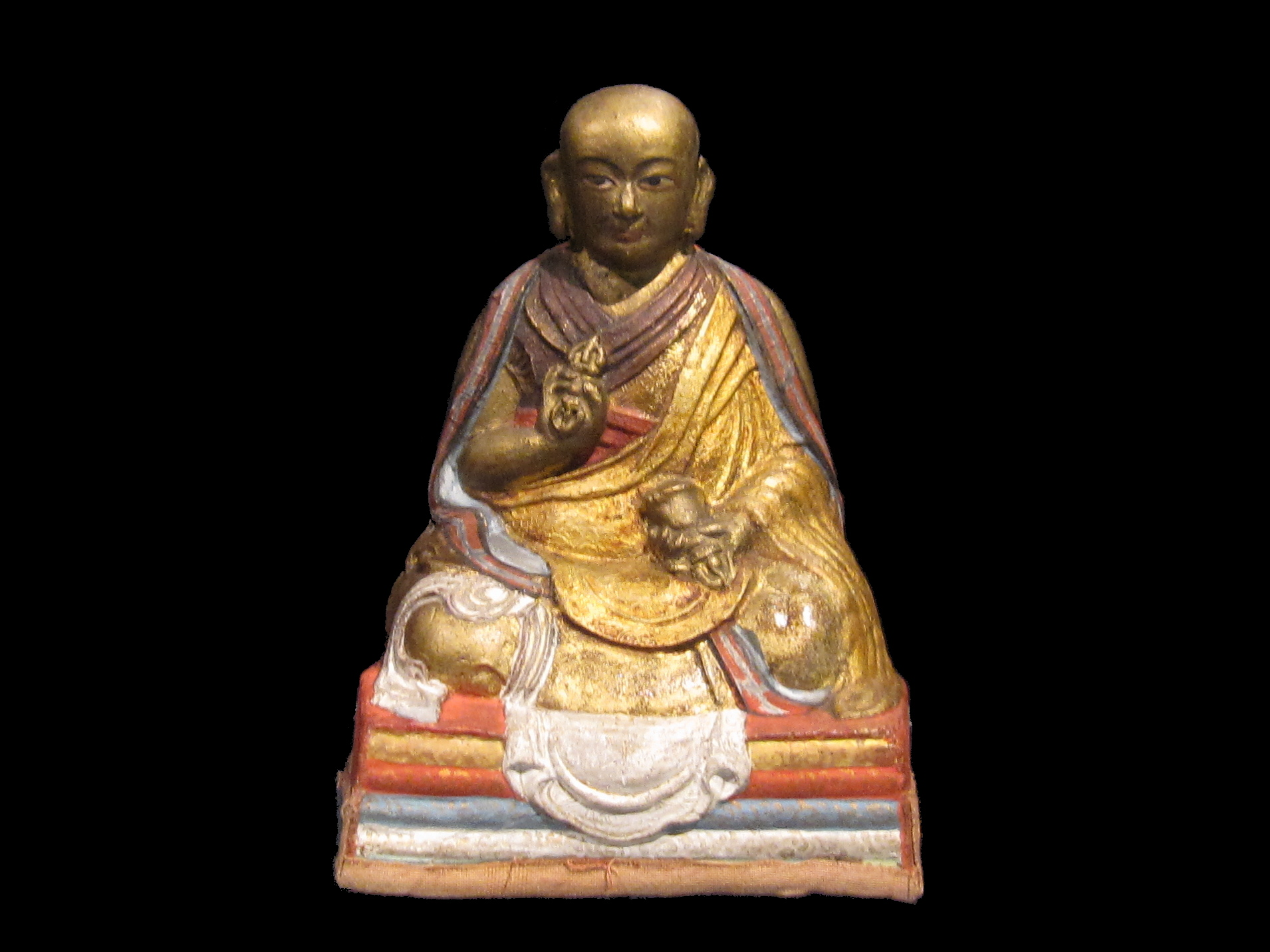
Estatua que representa a Zanabazar, museo etnológico de Viena.

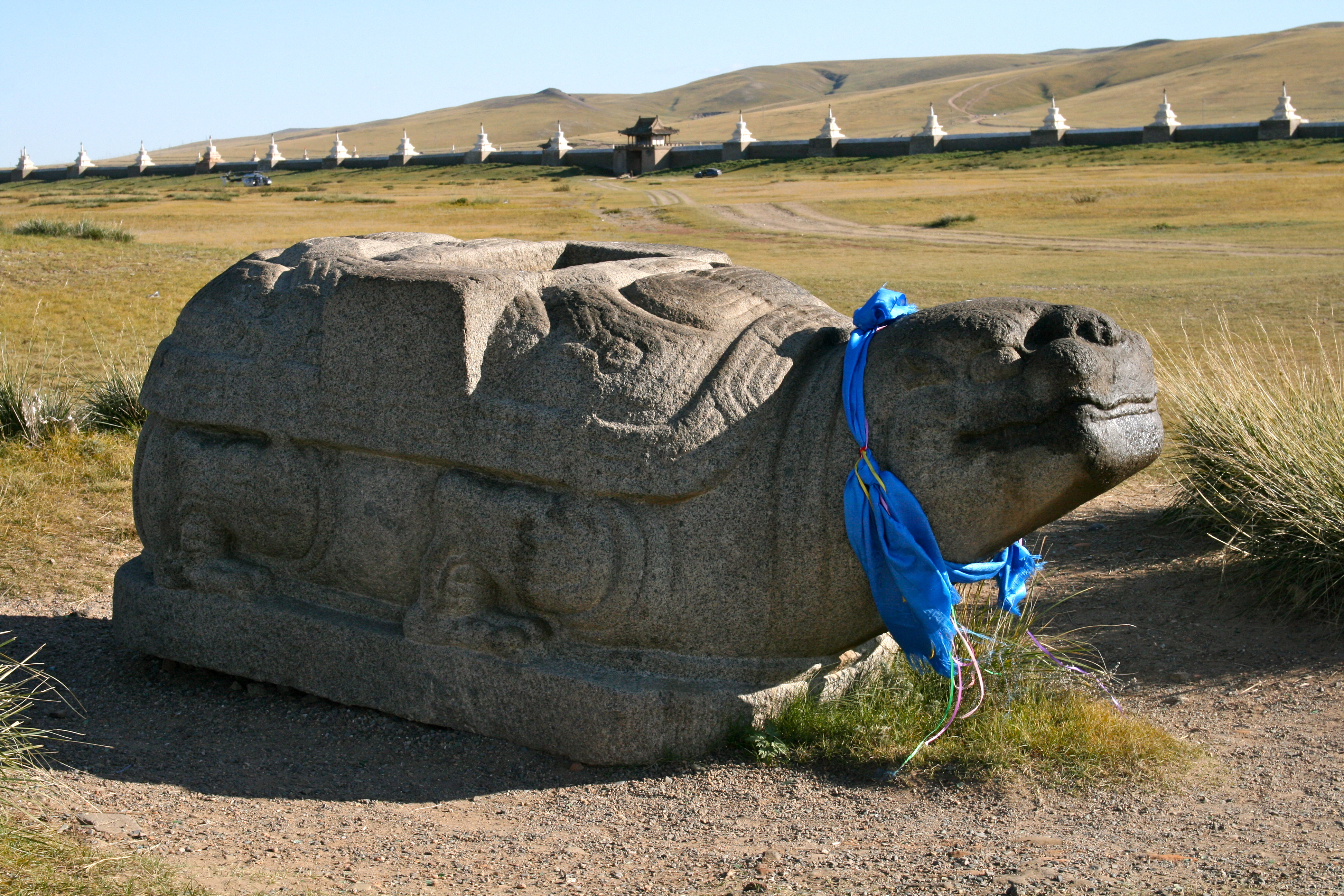
Tortuga tallada en piedra.

En el interior de los diferentes edificios del complejo destacan las pinturas y bordados en diferentes materiales así como la colección de su biblioteca, en la que se conservan manuscritos y textos en planchas de madera. Se tienen en alta estima sobre todo los trabajos artísticos obra de Zanabazar o de la escuela artística que lleva su nombre. De entre todos sus trabajos que se afirma se guardan en el monasterio solo puede contemplarse una pequeña estatua de Mahakala expuesta en el templo Zuu de la derecha. Entre los trabajos atribuidos a la escuela de Zanabazar se encuentran un gran Vajrasattva en el templo Tsampa enfrente de los tres templos principales, otra estatua de Mahakala en el Zuu de la izquierda y una pequeña estupa de bronce en el Zuu de Buda.
Enfrente del Dalái lama Sum están las lápidas de Abtai Khan (1554-1588) y su nieto, el Tushet Kan de nombre Gombodorj (padre de Zanabazar), con inscripciones en mongol, chino, tibetano y árabe y en su parte trasera se encuentran tres leones de pequeño tamaño tallados en piedra al estilo chino. En la parte noreste del monasterio son visibles aún las piedras usadas como base de un gigantesco ger que recibió el nombre de Bat-Olziit, cuya traducción aproximada es "felicidad constante", (llamado hoy en día Lugar de la Felicidad y la Prosperidad), levantado en 1657 para conmemorar el cumpleaños de Zanabazar. Los testimonios dicen que el ger medía 15 m de alto y tenía entre 20 y 40 m. (incluso más en algunas fuentes) de diámetro, estaba formado por más de 30 khanas o paredes plegables, y podía acoger a 300 personas durante las asambleas de los kanes locales. Algún tiempo después el mismo Zanabazar hizo que lo trasladaran a la antigua Ulan Bator donde se convirtió en un templo dedicado a su bisabuelo Avtai Kan y todavía estaba allí a finales del siglo XIX, consiguiendo según el testimonio de un etnógrafo ruso que "los gers normales mongoles que se alzaban junto a él pareciesen meros juguetes en comparación". Se desconoce lo que ocurrió con el ger tras esa referencia. La depresión vacía de lo que una vez fue un lago artificial es visible al lado de los cimientos del ger en el monasterio. Todos estos elementos muestran que la vida de Zanabazar estuvo estrechamente ligada a Erdene Zuu y sus cumpleaños eran celebrados habitualmente en el monasterio con reuniones en las que se celebraban danshig naadam, competiciones tradicionales que incluían lucha libre mongola.

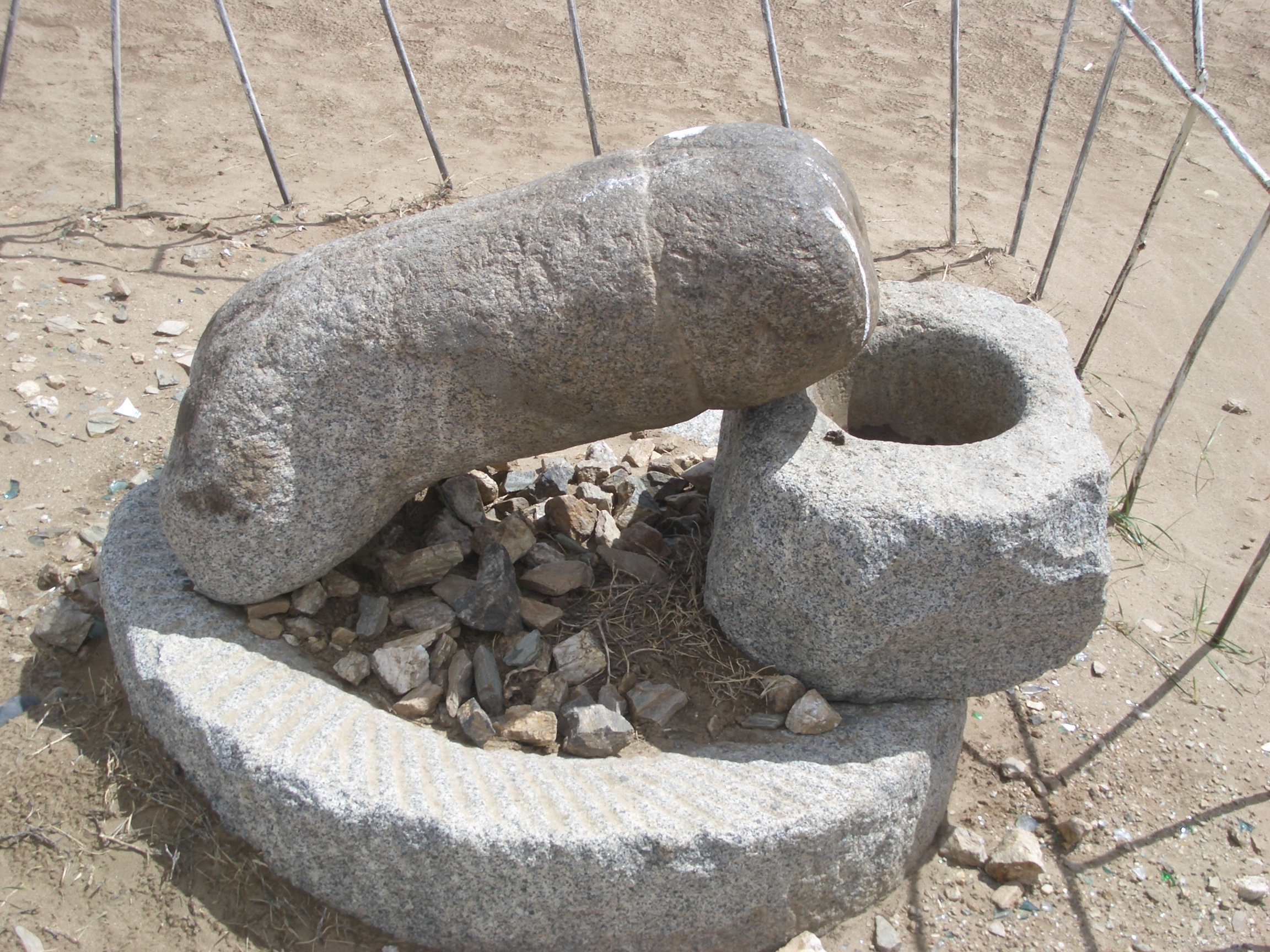
Roca fálica

En una colina en el exterior del monasterio se halla un falo de piedra del que se dice que contiene los impulsos sexuales de los monjes y asegura su buen comportamiento. El falo está colocado de tal manera que apunte a una hondonada que asemeja dos piernas separadas y unos genitales femeninos. En los alrededores del templo se pueden ver aún dos "rocas de tortuga", una al noroeste y otra al sur, de las hasta cuatro una vez presentes, figuras talladas en piedra que servían para marcar los límites de la antigua Karakórum y que actuaban como protectoras de esta (las tortugas eran consideradas símbolos de eternidad). Estas tortugas contaban originalmente con estelas de piedra con inscripciones en su espalda. También se encuentran en sus cercanías las Inscripciones de Orjón, datadas en torno a los siglos siglo VIII y siglo IX.

## Galería de imágenes

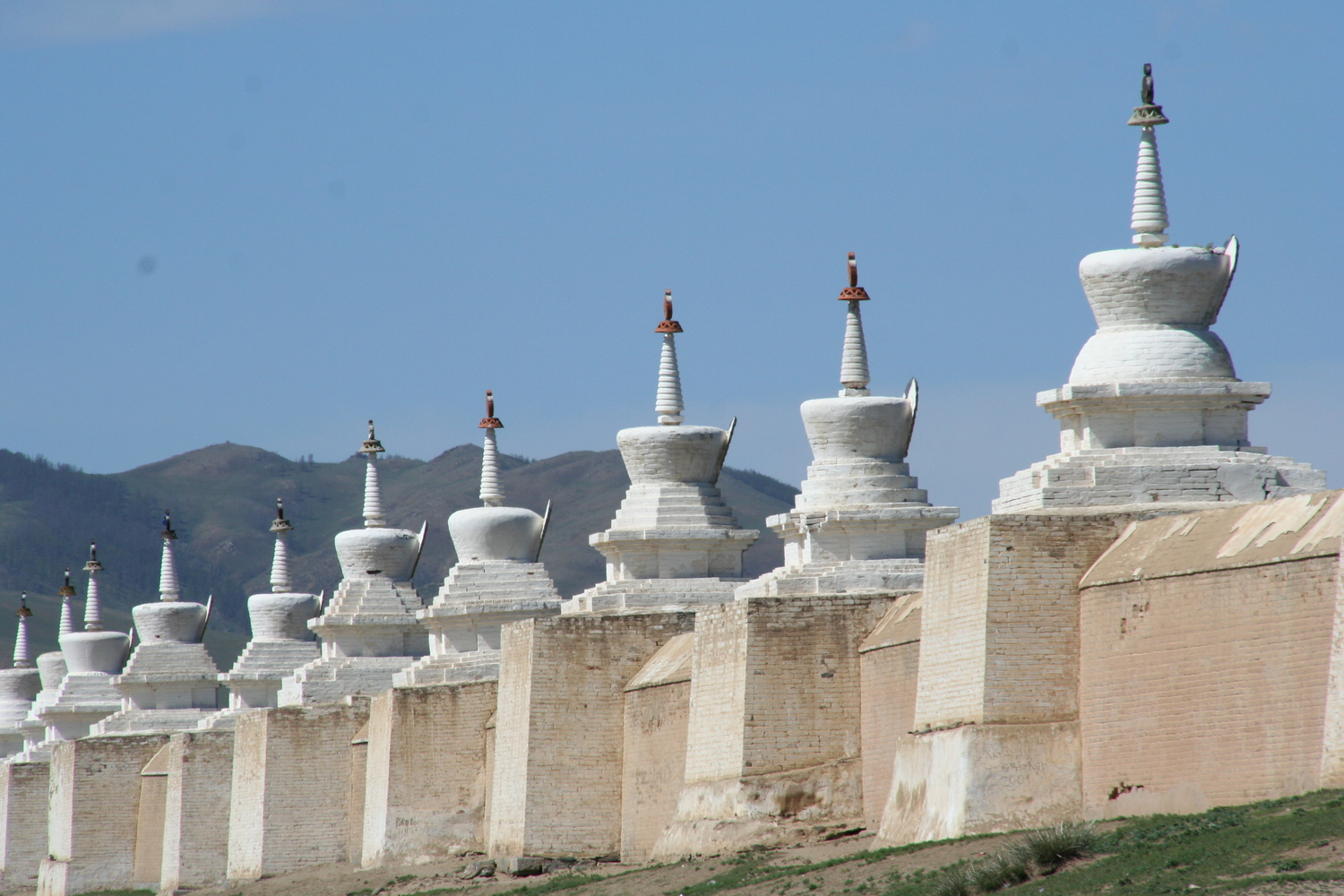
Vista del muro exterior con sus estupas
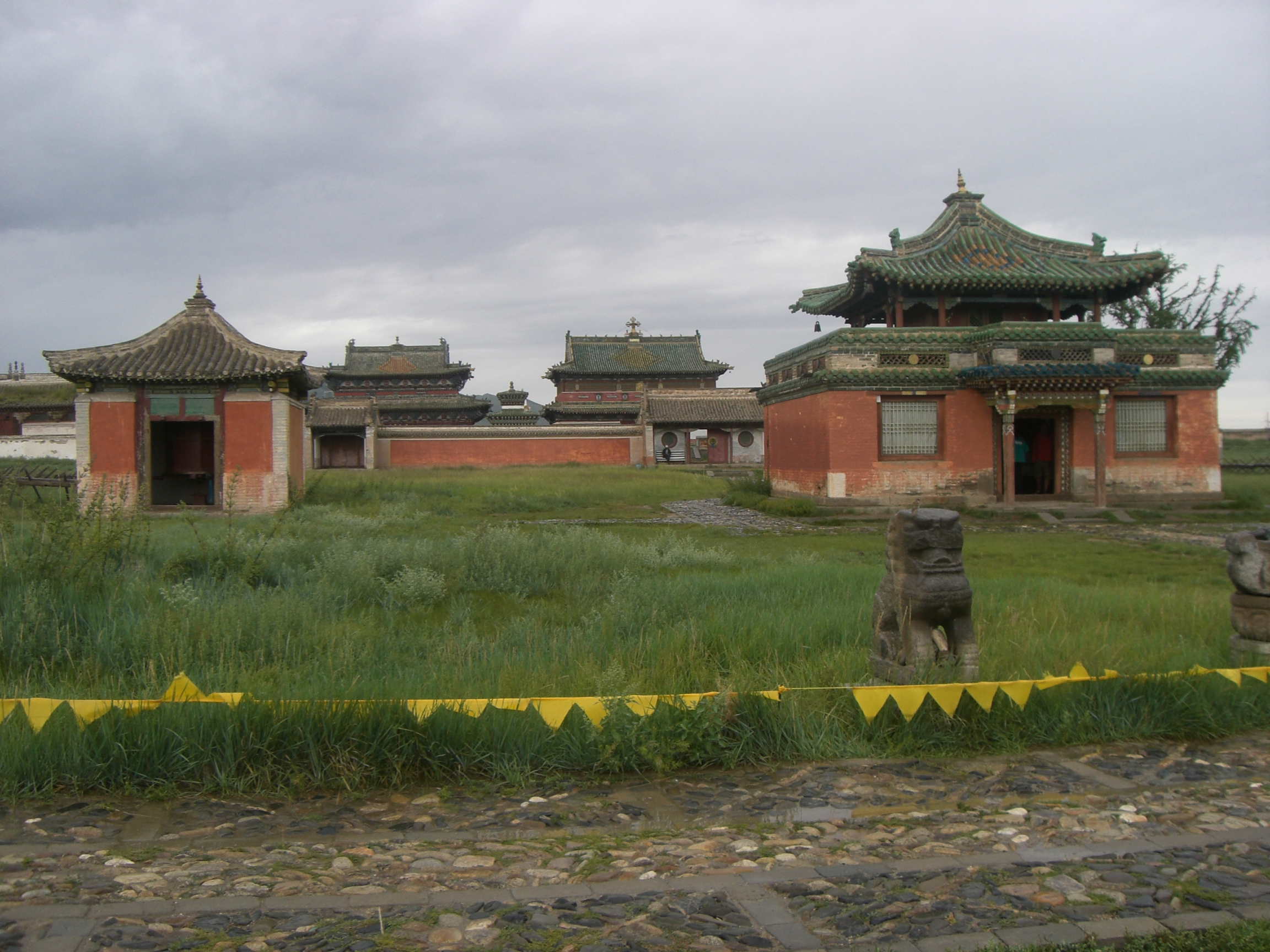
Rocas león, Dalai Lama Sum y templos principales al fondo
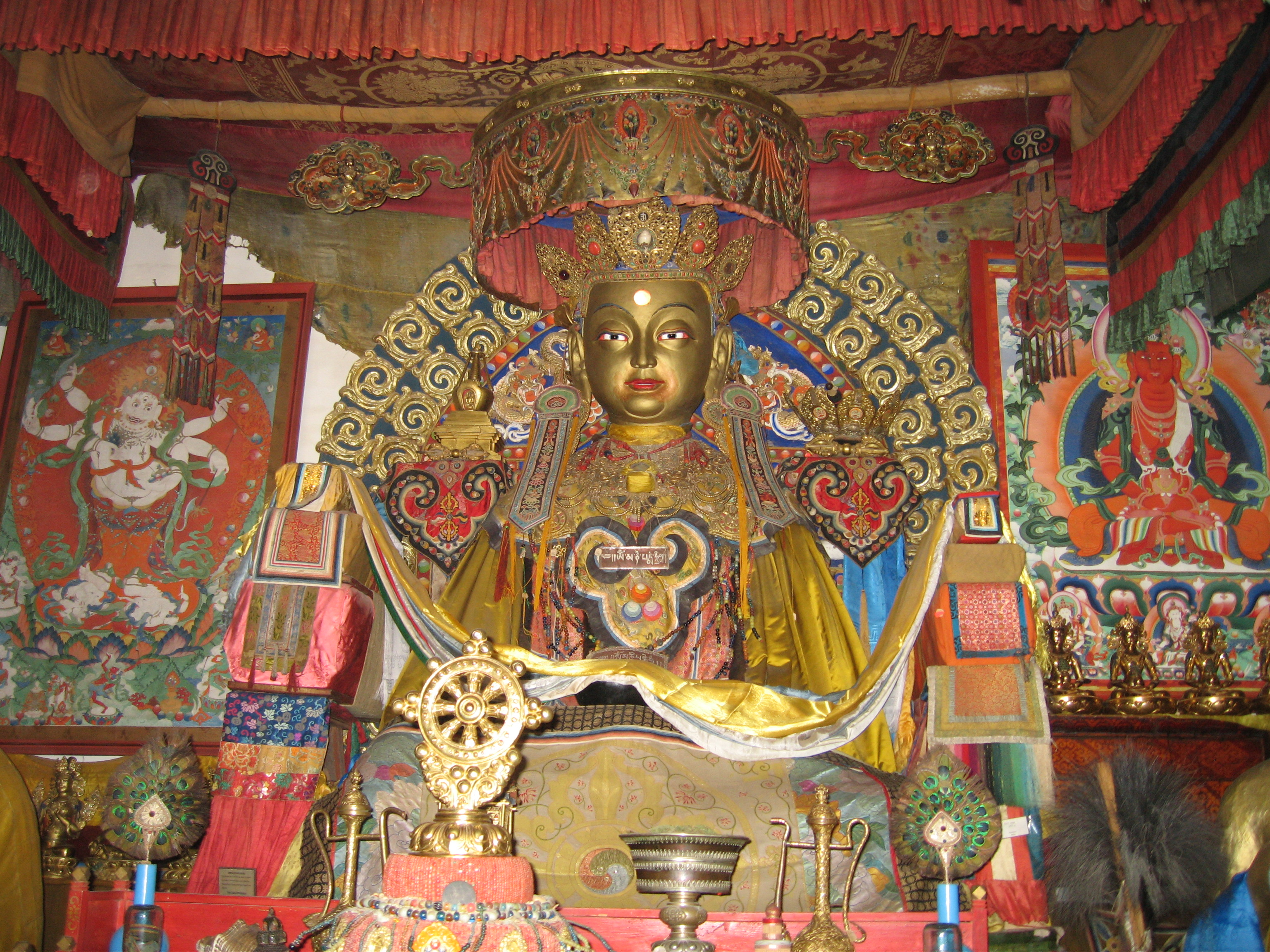
Estatua de Buda infantil, con Otoch y Amida a los lados